# Xian de Yizhang
Le xian de Yizhang (宜章县 ; pinyin : Yízhāng Xiàn) est un district administratif de la province du Hunan en Chine. Il est placé sous la juridiction de la ville-préfecture de Chenzhou.

## Démographie
La population du district était de 548 330 habitants en 1999.